# The Open Championship 1983
De 112e editie van het Brits Open werd van 14-17 juli 1983 gespeeld op de Royal Birkdale Golf Club in Engeland.
Craig Stadler begon met een ronde van 64 en ging daarmee ruimschoots aan de leiding. Op drie slagen afstand werd hij gevolgd door Bernhard Langer, Bill Rogers en Tom Watson. Na ronde 2 stond Stadler nog net aan de leiding, hij had nog 1 slag voorsprong op Lee Trevino en Tom Watson. Deze haalde Stadler tijdens de derde ronde in en gaf daarna de leiding niet meer uit handen. Dit werd de laatste Major die door Tom Watson werd gewonnen totdat hij in 2001 op de Champions Tour het US Senior PGA Kampioenschap won.

## Top-10
| Nr | Speler                | Score           | Score | Prijs (£) |
| -- | --------------------- | --------------- | ----- | --------- |
| 1  | Tom Watson            | 67-68-70-70=275 | –9    | 40.000    |
| T2 | Andy Bean             | 70-69-70-67=276 | –8    | 23.000    |
| T2 | Hale Irwin            | 69-68-72-67=276 | –8    | 23.000    |
| 4  | Graham Marsh          | 69-70-74-64=277 | –7    | 15.000    |
| 5  | Lee Trevino           | 69-66-73-70=278 | –6    | 13.600    |
| T6 | Severiano Ballesteros | 71-71-69-68=279 | –5    | 12.250    |
| T6 | Harold Henning        | 71-69-70-69=279 | –5    | 12.250    |
| T8 | Denis Durnian         | 73-66-74-67=280 | –4    | 9.625     |
| T8 | Nick Faldo            | 68-68-71-73=280 | –4    | 9.625     |
| T8 | Christy O'Connor jr.  | 72-69-71-68=280 | –4    | 9.625     |
| T8 | Bill Rogers           | 67-71-73-69=280 | –4    | 9.625     |

Vanaf 1970:
1970 ·
1971 ·
1972 ·
1973 ·
1974 ·
1975 ·
1976 ·
1977 ·
1978 ·
1979 ·
1980 ·
1981 ·
1982 ·
1983 ·
1984 ·
1985 ·
1986 ·
1987 ·
1988 ·
1989 ·
1990 ·
1991 ·
1992 ·
1993 ·
1994 ·
1995 ·
1996 ·
1997 ·
1998 ·
1999 ·
2000 ·
2001 ·
2002 ·
2003 ·
2004 ·
2005 ·
2006 ·
2007 ·
2008 ·
2009 ·
2010 ·
2011 ·
2012 ·
2013 ·
2014 ·
2015 ·
2016 ·
2017 ·
2018 ·
2019 ·
2020